# Кашкин, Арсентий Владимирович
Арсентий Владимирович Кашкин (1901 — 25 мая 1979, Фрунзе) — участник Первой Мировой и Гражданской войн, один из первых часовых на Посту № 1 у Мавзолея В. И. Ленина.

## Биография
Арсентий Владимирович Кашкин родился в крестьянской семье. Воевал в Первой мировой войне. После Октябрьской революции в составе РККА сражался с махновцами на Украине. Затем был отправлен в 1-ю Советскую объединённую военную школу РККА имени ВЦИК.
После смерти Владимира Ильича Ленина, был один из первых часовых Поста № 1 у Мавзолея. В сентябре 1924 года окончил школу имени ВЦИК с отличием. Он мог сам выбрать место службы, ему предлагали Ленинград и Киев. Но он попросился туда, где еще шли бои. С января 1925 года командовал взводом 77-го кавалерийского полка на Туркестанском фронте.
С 22 мая 1926 г. был откомандирован в войска ОГПУ. Летом 1930 года в составе 47-го пограничного отряда, на реке Пяндж, в ходе боев с басмачами был ранен в левый глаз. В ташкентском госпитале врачи решили удалить раненый глаз.
Летом 1934 года был назначен директором киргизского совхоза «Тон», который находился в плачевном состоянии. Через год падеж скота уменьшился в десять раз, впервые прибыль совхоза составила свыше миллиона рублей. Летом 1937 года был арестован и приговорен к 15 годам тюрьмы по обвинению в индивидуальном и групповом экономическом вредительстве. Его адвокату — Александру Рязайкину — удалось добиться отмены приговора.
В 1939 году Арсентий Владимирович был назначен директором совхоза «Оргочер».
В 1957 году был направлен на работу в Киргизское учебно-педагогическое издательство. С 1963 года вышел на пенсию, но помогал Киргизскому учпедгизу на общественных началах. Был внештатным инструктором райкома, выступал с воспоминаниями в школах, на заводах, в воинских частях. Являлся членом Совета старых коммунистов, Фрунзенской секции Советского комитета ветеранов войны, республиканского штата игры «Зарница».
Скончался 25 мая 1979 года в возрасте 78 лет. На его похоронах у гроба стоял почетный караул войск Фрунзенского гарнизона.